# Friedrich Traugott Kützing
Friedrich Traugott Kützing (Kalbsrieth, 8 dicembre 1807 – Nordhausen, 9 settembre 1893) è stato un farmacista e botanico tedesco.

## Biografia
Come giovane, lavorò in numerose farmacie in Germania, anche come assistente per alcuni semestri presso l'istituto chimico-farmaceutico di Franz Wilhelm Schweigger-Seidel (1795-1838) a Halle. Nel 1835 passò diversi mesi in un'escursione botanica in Italia e in Dalmazia, poi tornò in Germania come insegnante di scuola secondaria di scienze naturali a Nordhausen, posizione che tenne fino al suo ritiro nel 1883. Nel 1837 conseguì un dottorato onorario dall'Università di Giessen, e nel 1843 ricevette il titolo di professore.
Tuttavia, non lavorò molto come professore ma fece degli importanti contributi scientifici: nel 1833, dimostrò la differenza tra diatomi e desmidi, separando così i due gruppi in famiglie proprie. Inoltre, indipendentemente da Charles Cagniard-Latour (1777-1859) e Theodor Schwann (1810-1882), fu tra i primi a fornire risposte complete in merito al lievito e sulla fermentazione. Nel 1849 pubblicò Species Algarum, un'opera che descrsse circa 6000 specie di alghe.
È l'autorità tassonomica dei generi Syringodium (famiglia Cymodoceaceae) e Phlebothamnion (famiglia Ceramiaceae).

## Opere principali
- Über den naturgeschichtlichen Unterricht in Realschulen. Schulprogramm der Realschule, Nordhausen 1837.
- Microscopische Untersuchungen über die Hefe und Essigmutter, nebst mehreren andern dazu gehörigen vegetabilischen Gebilden, in: J. prakt. Chem. 11 (1837), S. 385-409.
- Phycologia generalis oder Anatomie, Physiologie und Systemkunde der Tange, Leipzig 1843.
- Die kieselschaligen Bacillarien oder Diatomeen, Nordhausen 1844.
- Phycologica germanica, d. i. Deutschlands Algen in bündigen Beschreibungen. Nebst einer Anleitung zum Untersuchen und Bestimmen dieser Gewächse für Anfänger, Nordhausen 1845.
- Species Algarum, Leipzig 1849.[5]